# Тупинология

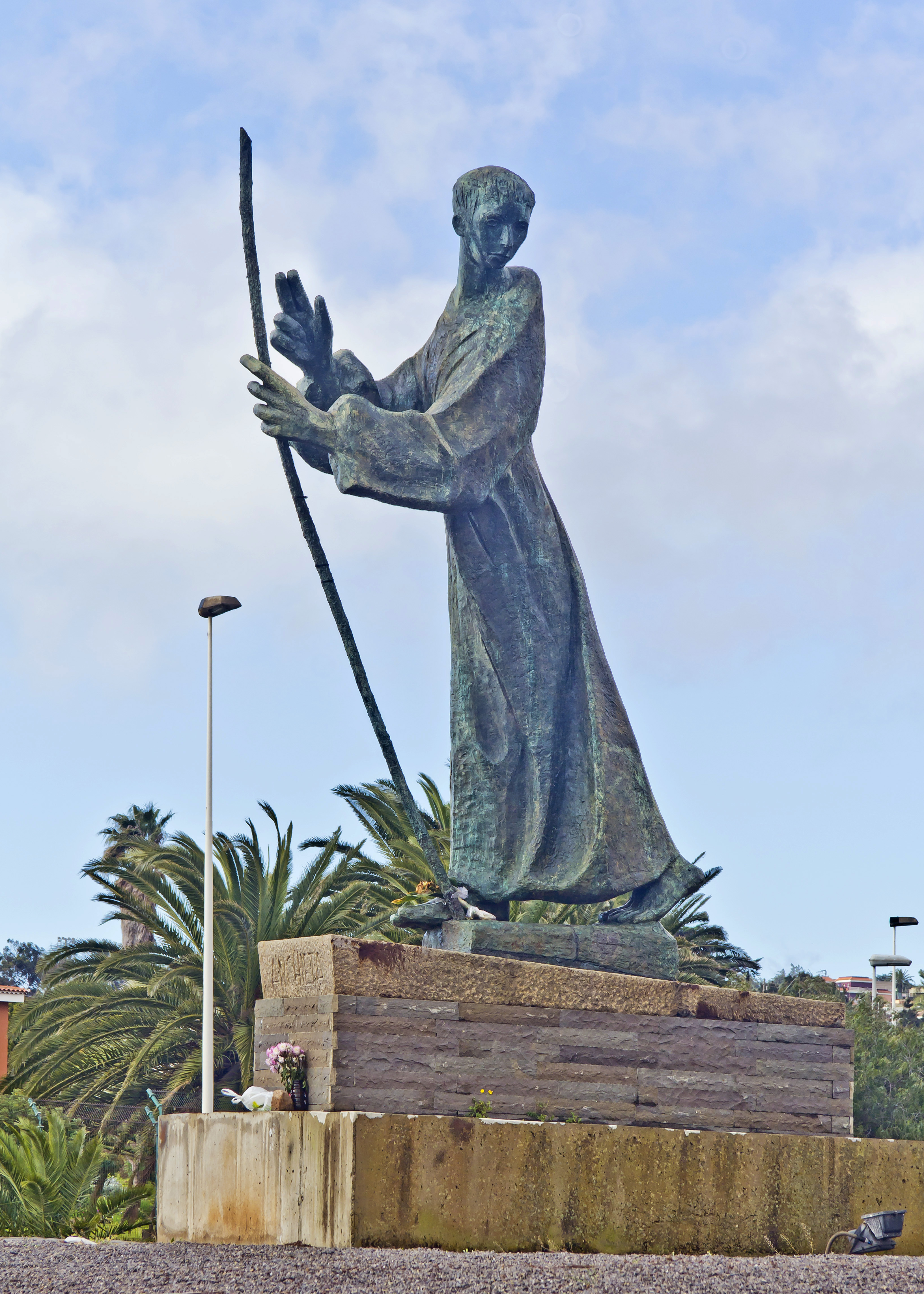
Памятник Жозе ди Аншиете, миссионеру и первому тупинологу, на Тенерифе

Тупинология — совокупность знаний по этнологии тупи, в основном касающихся языка тупи и их литературы.

## Язык тупи
Язык тупи известен по записям XVI — начала XVIII вв. Общепринятая орфография отсутствует, обычно используется орфография, разработанная иезуитским миссионером Жозе ди Аншиетой, внёсшим значительный вклад в изучение тупи. Также использовалось некоторое количество графических систем на основе латинского алфавита.
Язык тупи был самым распространённым языком на побережье Бразилии в XVI веке к моменту начала колонизации и продолжал оставаться таковым (в том числе и среди завезённых африканских рабов), вплоть до XVIII века. В раннюю колониальную эпоху тупи использовался в качестве лингва франка на территории Бразилии как туземным, так и европейским населением. С увеличением португальской иммиграции из-за открытия золотых приисков в Минас-Жерайс язык тупи был запрещён к использованию маркизом де Помбалом в 1758 году. Тупи оставил после себя ряд контактных языков, среди которых стоит отметить ньенгату.
Фактически тупи представлял собою диалектный континуум, протянувшийся от устья Амазонки на юг вдоль берега Атлантического океана и вглубь материка. Миссионерами было выделено семь основных диалектов, из которых хорошо описаны два — северный тупи (порт. tupi setentrional) и южный тупи (tupi meridional). На южном тупи говорили в районе современного Сан-Висенти (Сан-Паулу) на побережье штата Сан-Паулу, он характеризовался запретом на закрытые слоги: конечные согласные слоги в нём подвергались апокопе, что сближает его с гуарани.